# Vytěgra (město)
Vytěgra (rusky Вытегра) je město ve Vologdské oblasti v Ruské federaci. Při sčítání lidu v roce 2010 měla přes deset tisíc obyvatel.

## Poloha a doprava
Vytěgra leží na stejnojmenné řece patnáct kilometrů nad jejím ústím do Oněžského jezera. Po  té je zde vedena Volžsko-baltská vodní cesta a předtím zde byla vedena Mariinská vodní cesta.
Od Vologdy, správního střediska oblasti, je Vytěgra vzdálena přibližně 280 kilometrů severozápadně.

## Dějiny
Zdejší osídlení se od roku 1710 jmenovalo Vjangi (Вянги). V roce 1773 bylo povýšeno na město a pojmenováno nově Vytěgra.

### Rodáci
- Boris Kjulleněn (* 1944), český malíř a restaurátor
- Anastasija Sergejevna Zadorožnajová (* 1985), zpěvačka a herečka